# فرانکو پلیزوتی
فرانکو پلیزوتی (ایتالیایی: Franco Pellizotti؛ زادهٔ ۱۵ ژانویهٔ ۱۹۷۸) دوچرخه‌سوار اهل ایتالیا است.
از باشگاه‌هایی که در آن رکاب زده‌است می‌توان به اندرونی جوکاتولی–سیدرمک، السیو-بیانکی، لیکویگاس، و تیم دوچرخه‌سواری بحرین–مریدا اشاره کرد.